# Schloss Küstrin
Das Schloss Küstrin war der bedeutendste Schlossbau in der Neumark, einer historischen deutschen Landschaft, die seit 1945 zu Polen gehört.

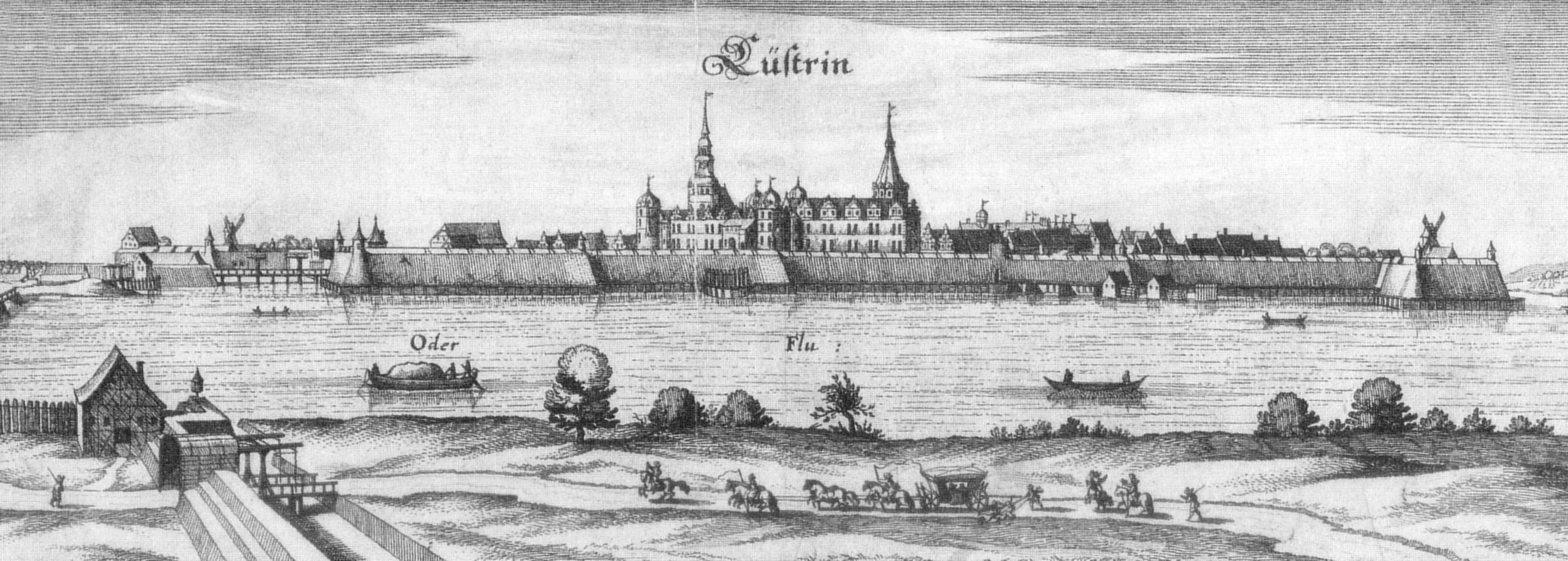
Cüstrin. Die Stadt Küstrin mit dem Renaissanceschloss. Aus: Martin Zeiller, Matthäus Merian d. Ae.: Topographie von Brandenburg, Pommern, Preußen und Livland, 1. Auflage, 1652 Teil I: nach S. 42, gestochen von Caspar Merian

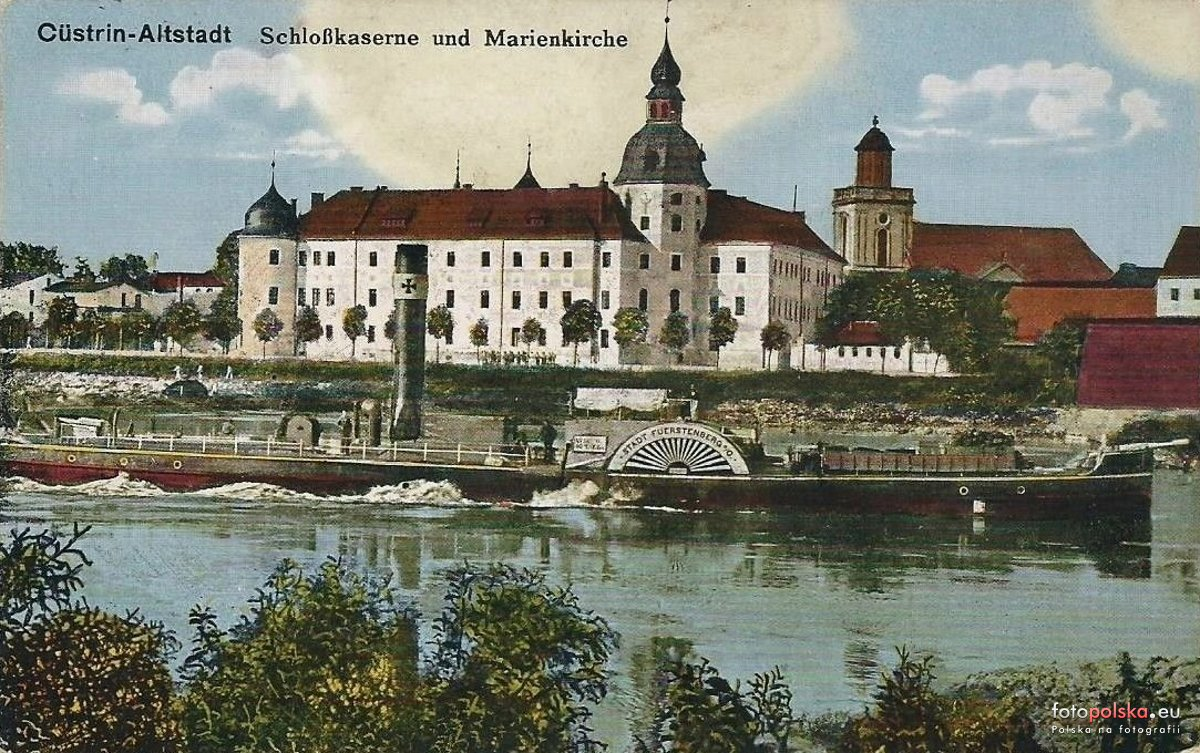
Das Küstriner Schloss auf einer Ansichtskarte von 1914

## Geschichte
Die mittelalterliche Burg in Küstrin, die möglicherweise auf den Templerorden zurückgeht, entstand ca. 50 Meter vom Ufer der Oder entfernt. Die Burg wird in einer Urkunde von 1323 genannt. Nach Ansicht mancher Autoren wurde zwischen 1319 und 1323 von den Herzögen von Pommern eine Burg errichtet.
Der nur in Resten seiner Fundamente erhaltene Bau geht auf eine Burg des Deutschen Ordens zurück, der 1402 – zunächst durch Verpfändung – die zuvor brandenburgische Neumark erworben hatte. Die Neumark war für den Orden als Landverbindung vom Ordensstaat zum Reich von strategischer Bedeutung. Die Burg in Küstrin wurde von 1444 bis 1452 unter Leitung von Jakob Zahn aus Danzig erbaut, möglicherweise parallel zur Burg Sonnenburg des Johanniterordens. Der Deutsche Orden übernahm ein Festes Haus vom Johanniterorden, doch es ist nicht klar, welche Teile dieses Baus als Grundlage für die Ordensburg dienten. In der zweiten mittelalterlichen Bauphase wurde ein neuerer dreigeschossiger Flügel nördlich des Oderflügels erbaut, ca. 43 × 11,5 m groß. Der Oderflügel wurde um ein Geschoss erhöht.
Im Jahr 1455 kaufte der Kurfürst von Brandenburg aus dem Haus Hohenzollern die Neumark vom Orden zurück. Bei der Teilung der Mark Brandenburg wählte Markgraf Johann 1535 die Burg zu seinem Hauptsitz. Er ließ sie in den späten 1530er Jahren von Caspar Theiss zu einem repräsentativen Renaissanceschloss umbauen. Küstrin wurde unter Leitung des Baumeisters Giromella zu einer Stadt mit zeitgemäßer italienischer Befestigungsanlage nach dem Prinzip des Palazzo in fortezza.
Der Heimfall der Neumark an die Kurfürsten 1571 bedeutete für das Schloss das Ende als Residenz. Es war fortan Festungskommandantur, Verwaltungsgebäude und Gefängnis. Dort saß von September bis November 1730 der preußische Kronprinz Friedrich nach einem gescheiterten Fluchtversuch aus der väterlichen Gewalt in einer Zelle, danach lebte er in der Stadt und wurde bis April 1732 auf dem Schloss in der Kriegs- und Domänenkammer beschäftigt.
Im Siebenjährigen Krieg legte im August 1758 ein russisches Bombardement die Stadt Küstrin samt Schloss in Schutt und Asche. Den  vereinfachten Wiederaufbau des Renaissanceschlosses überlebten nur wenige Bruchstücke. Im weiteren 18. Jahrhundert diente das Schloss auch als Kaserne, seit dem 19. Jahrhundert ausschließlich.
Die Altstadt von Küstrin erlitt im Zweiten Weltkrieg beim Kampf um Küstrin schwere Zerstörungen. Anschließend verzichtete die Volksrepublik Polen im wiedergewonnenen Kostrzyn nad Odrą auf einen Wiederaufbau und eine Neubesiedlung. Die Ruinen wurden zwecks Baustoffgewinnung abgetragen und 1969 eingeebnet. Heute sind die überwucherten Grundmauern von Schloss und Stadt eine der Attraktionen des „Küstriner Pompejis“, während die Festungsbauten mittlerweile nach und nach restauriert werden und Besuchern offen stehen.

## Bauwerk
Kriegszerstörungen 1945 erlauben es, den Baubestand der Ordensburg zu erschließen. Nach diesen Befunden bestand die Ordensburg aus Flügeln mit einem Turm. Der älteste Teil der Anlage war ein Turm an der Südseite. Der möglicherweise zeitgleich erbaute Oderflügel war rechteckig und zweigeschossig mit acht Achsen. Infolge der Kriegszerstörung wurden mittelalterliche Mauerwerksverbände bis zum Hauptgesims und gotische Nischen aufgedeckt. In der Mauer des Südturms war der sogenannte polnische Verband sichtbar, und abgefallener Putz des Oderflügel gab gotische Fensternischen preis.
Die ältesten Ansichten des Schlosses Johanns von Küstrin sind zwei Stiche von 1599. Das Schloss hatte drei Flügel: den Oderflügel im Südwesten, den Kirchenflügel im Nordwesten und den Eingangsflügel im Nordosten.
Vom Nordostflügel führte eine Brücke zum Rennplatz. Jeder Flügel trug Zwerchhäuser und Volutengiebel. Der Parcham und Teile der mittelalterlichen Burg wurden in den Bau des Renaissanceschlosses einbezogen. Der südliche an der Oderseite gelegene Parchamturm, der sogenannte Weißkopf, verblieb freistehend, die anderen drei Parchamtürme dienten als Unterbau der Ecktürme des Schlosses. Der Eingangsflügel war von zwei runden Türmen flankiert, auch der Kirchenflügel war von zwei Rundtürmen flankiert. Der Südturm des Oderflügels dominierte die Anlage.